# Шемија
Шемија (фр. Chemilla) насеље је и општина у источној Француској у региону Франш-Конте, у департману Јура која припада префектури Лон ле Соније.
По подацима из 2011. године у општини је живело 101 становника, а густина насељености је износила 54,01 становника/km². Општина се простире на површини од 1,87 km². Налази се на средњој надморској висини од 453 метара (максималној 521 m, а минималној 322 m).

## Демографија
| 1962. | 1968. | 1975. | 1982. | 1990. | 1999. | 2011. |
| ----- | ----- | ----- | ----- | ----- | ----- | ----- |
| 31    | 48    | 35    | 36    | 60    | 73    | 101   |

График промене броја становника у току последњих година